# Адмиральский, Алексей Михайлович
Алексе́й Миха́йлович Адмира́льский (9 мая 1933 — 13 декабря 1971) — русский советский писатель, педагог.

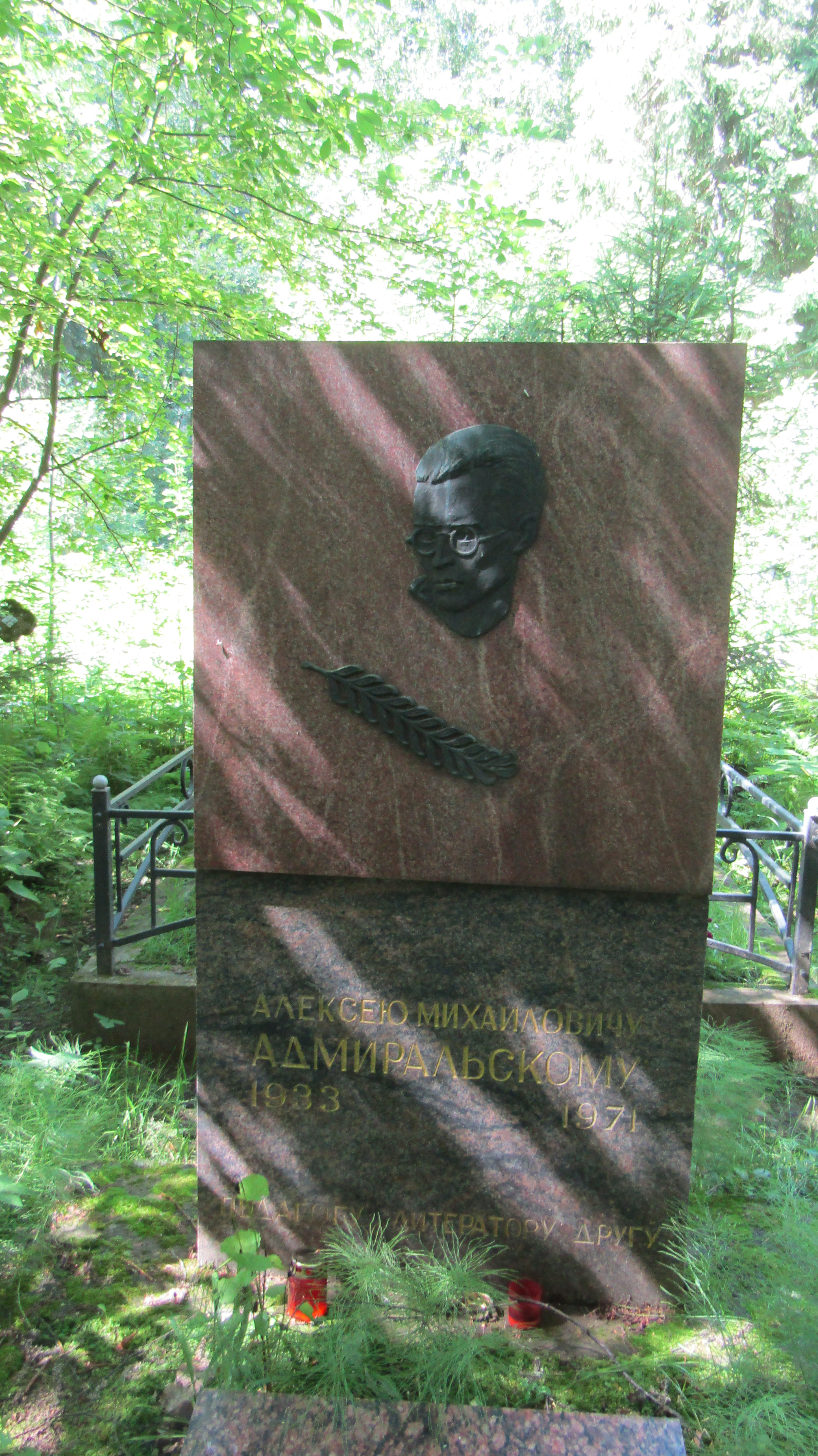
Могила Адмиральского А.М. Северное кладбищеб Санкт-Петербург.

## Биография
Отца репрессировали в 1937 году. Во время блокады Ленинграда некоторое время провёл в детском доме. Окончил филологический факультет Педагогического института им. А. И. Герцена в Ленинграде. Был близким другом писателя и журналиста М. Р. Хейфеца.
Руководил литературным клубом «Дерзание» при Ленинградском Дворце пионеров. Под его руководством клуб превратился в центр интеллектуального противостояния начинающих литераторов советской системе образования. Из клуба «Дерзание» вышли Виктор Топоров, Николай Голь, Геннадий Григорьев, Римма Маркова, Николай Беляк, Сергей Стратановский, Виктор Кривулин, Елена Игнатова, Елена Шварц, Татьяна Калинина, Татьяна Котович, Татьяна Курочкина (позже окончившая ЛВХПУ имени В. Мухиной и ставшая педагогом), Петр Чейгин, Людмила Зубова, Татьяна Царькова, Михаил Гурвич (Яснов), Евгений Пазухин, Николай Беляк, Евгений Вензель, Елена Мамаева, Алла Киселева, Елена Мейлих, Александр Боровский, Елена Пудовкина, Полина Безпрозванная, Наталья Абельская, Лев Лурье и многие другие.
В 1971 году был отстранен от работы во Дворце пионеров. Затем несколько месяцев работал школьным учителем. В декабре 1971 года, после неудачной попытки самоубийства, умер от воспаления лёгких. Похоронен на Северном кладбище Санкт-Петербурга, вместе с младшим сыном.
Жена — Наталья Викторовна Магазинер (во втором браке Радовская), переводчик, литератор. Младший сын Георгий (мама — Воложанина Марина Георгиевна, учитель русского языка и литературы — вторая жена Алексея Михайловича), утонул в 1992 году. Внук — Адмиральский Иван Георгиевич 1992 года рождения. Другой сын — писатель Эйтан (Виктор) Адмиральский — живёт в Израиле.

## Творчество
По воспоминаниям друзей, главным литературным амплуа Адмиральского была фантастика, однако при жизни был опубликован лишь один его фантастический рассказ — «Гений» (другое название — «Последнее превращение Урга»), получивший вторую премию на международном литературном конкурсе, посвящённом 50-летию Ленинского комсомола. Рассказ был опубликован в журнале «Техника — молодёжи», а позднее — в сборнике «Фантастика-1968», а также в японском ежемесячнике «Советская литература» за 1969 год.
Сотрудничал с журналом «Звезда». Автор единственной книги «Рыцарь книги» (1970), написанной в соавторстве с Сергеем Беловым и посвящённой жизни и деятельности петербургского издателя Петра Петровича Сойкина. В рукописях остались небольшие повести о блокаде и о библиотеках.

## Память
Памяти Адмиральского посвятил своё стихотворение «Учитель» поэт Михаил Яснов.

## Список произведений

### Статьи
- Адмиральский А. Как самому написать статью: (Краткое методическое пособие в помощь учителю-словеснику) [Пародия] // ВЛ. — 1965. — № 8. — С. 239—242.
- Адмиральский А. Б. Камов. Партизанской тропой Гайдара. // Звезда. — 1966. — № 7. — С. 218.
- Адмиральский А., Белов С. Первый издатель В. И. Ленина (Среди книжных сокровищ П. П. Сойкина) // ВЛ. — 1967. — № 4. — С. 196.
- Адмиральский А. Владимир Арро. Белые терема. // Звезда. — 1969. — № 6. — С. 218.
- Адмиральский А. Владилен Травинский. Звезда мореплавателя (Магеллан) // Звезда. — 1970. — № 10. — С. 213.
- Адмиральский А. Геворг Эмин. Семь песен об Армении // Звезда. — 1971. — № 8. — С. 214.
- Адмиральский А. Лев Разгон. Живой голос науки // Звезда. — 1971. — № 10. — С. 211.

### Рассказы
- Адмиральский А. Гений: (Фантастический рассказ) // Фантастика, 1968. — М.: Молодая гвардия, 1969. — С. 13—25.
- Адмиральский А. Последнее превращение Урга: (Фантастический рассказ) // Техника — молодёжи. — 1969. — № 8. — С. 8—10.

### Книги
- Адмиральский А., Белов С. Рыцарь книги: (Очерки жизни и деятельности П. П. Сойкина). — Л.: Лениздат, 1970. — 214 с. — 26 000 экз.